# Edmund Wagenhofer
Dom Edmund Wagenhofer, OSB (* 12. března 1944, Abtenau, Hallein) je rakouský římskokatolický duchovní, emeritní arciopat salcburský a v letech 2009-2016 administrátor pražského Emauzského kláštera. Je rovněž opatem-praesesem Slovanské benediktinské kongregace sv. Vojtěcha a představeným benediktinského priorátu v Mariboru ve Slovinsku.

## Život
Absolvoval Humanistické gymnázium Borromäum v Salcburku, poté vystudoval teologii a ekonomii. V roce 1969 složil věčné mnišské sliby v Benediktinském arciopatství sv. Petra v Salcburku. Dne 17. května 1970 byl v Římě papežem Pavlem VI. vysvěcen na kněze. V roce 1997 byl zvolen 87. arciopatem u sv. Petra v Salcburku na dobu dvanácti let. Roku 2003 byl ustanoven vizitátorem premonstrátské kanonie v Gerasu. Po uplynutí doby, na kterou byl zvolen arciopatem, v roce 2009 se vzdal možnosti kandidovat do opatského úřadu na další období a odešel na emerituru.
Odstěhoval se následně do slovinského Mariboru, kde převzal řízení tamního priorátu Slovanské benediktinské kongregace sv. Vojtěcha. V roce 2010 se také stal administrátorem Emauzského opatství v Praze. V roce 2012 se stal opatem-praesesem Slovanské benediktinské kongregace sv. Vojtěcha. V roce 2016 jej ve funkci administrátora Emauzského opatství vystřídal Augustin Gazda, OSB z Rajhradu. Po smrti Augustina GAzdy v roce 2019 se stal administrátorem Rajhradského kláštera.